# Raion de Riga
El raion de Riga (letó Rīgas rajons) és un dels nous raions en els quals es dividia administrativament Letònia abans de la reforma territorial administrativa de l'any 2009. Estava situat a les regions històriques de Semigàlia i Vidzeme al centre del país, tenia les dues ciutats de Riga i Jurmala amb el Golf de Riga, al nord. Començant des de l'oest i cap a l'esquerra cap a l'est, tenia com a veïns als antics raions de Tukuma, Jelgava, Bauskas, Ogres, Cesu i Limbažu.
El raion de Riga va ser una de les majors regions de Letònia, per importància estratègica i també per la seva infraestructura una de les més desenvolupades a Letònia. Va ser un punt d'encreuament de 10 autopistes principals i una unió de 6 importants línies fèrries.

## Història
Al raion de Riga es troba un dels primers assentaments humans que es coneixen a l'actual Letònia, datat al segle X aC. Al llarg de la història les ciutats del raion de Riga van tenir els seus ressorgiments i recessions causades per les guerres i els disturbis. La regió va ser ocupada per croats alemanys i exèrcits suecs, polonesos, prussians, alemanys i russos.
En la geografia del raion es troben més de 300 monuments d'importància cultural i històrica que són en la llista de la protecció del patrimoni cultural i que donen fe dels esdeveniments més importants de la història local. Les raons del seu ràpid desenvolupament es troben a la seva posició geogràfica, els seus recursos humans i naturals, i el ric patrimoni cultural i històric.